# Meineckia paxii
Meineckia paxii là một loài thực vật có hoa trong họ Diệp hạ châu. Loài này được Jean F.Brunel mô tả khoa học đầu tiên năm 1987.